# Шанселария (Алтер-ду-Шан)
Шанселария (порт.  Chancelaria) — фрегезия (район) в муниципалитете Алтер-ду-Шан округа Порталегре в Португалии. Территория — 73,5 km². Население — 536 жителей. Плотность населения — 7,3 чел/km².